# Алые маки Иссык-Куля
«А́лые ма́ки Иссы́к-Ку́ля» (кирг. Ысык-Көлдүн кызгалдактары) — советский фильм, созданный кинорежиссёром Болотбеком Шамшиевым на киностудии «Киргизфильм» в 1971 году.
Фильм снят по  повести Александра Сытина  «Контрабандисты Тянь-Шаня». Премьера фильма состоялась 16 апреля 1973 года. Кинокартину посмотрело 11,3 млн. зрителей.

## Сюжет
Главный герой фильма по имени Карабалта вступает в смертельную схватку с бандой контрабандистов опиума, которую возглавляет некий Байзак. В этой борьбе ему помогают советские пограничники, которые только недавно приступили к охране государственной границы.

## Актёры
- Суйменкул Чокморов — Карабалта
- Борис Химичев — Кондрат Кокорев
- Амина Умурзакова — Кемпир
- Советбек Джумадылов — Байзак
- Алиман Джангорозова — Айымжан
- Гунта Виркава — Ольга
- Елюбай Умурзаков — Калмат
- Айтурган Темирова — Калыча[3]
- Бакы Омуркулов — Жамгырчи
- Арстанбек Ирсалиев — Атай
- Бакирдин Алиев — контрабандист
- Чоробек Думанаев — эпизод

## Съёмочная группа
- Болотбек Шамшиев — режиссёр[4]
- Ашим Джакыпбеков, Василий Сокол, Юрий Сокол — авторы сценария
- Виктор Осенников — оператор-постановщик
- Михаил Марутаев — композитор
- Алексей Макаров — художник

## Награды
- V Всесоюзный кинофестиваль в Тбилиси 1972 года – диплом и I премия за лучшее исполнение мужской роли вручены актёру С. Чокморову, приз за лучшую женскую роль вручен Айтурган Темировой[5].
- Международный кинофестиваль фильмов о правах человека в Страсбурге (Франция) в 1973 году – специальная премия.